# Xã Franklin, Quận Columbia, Pennsylvania
Xã Franklin (tiếng Anh: Franklin Township) là một xã thuộc quận Columbia, tiểu bang Pennsylvania, Hoa Kỳ. Năm 2010, dân số của xã này là 595 người.